# Prix du livre informatique francophone
Le prix du meilleur livre informatique (francophone) est une distinction annuelle décernée par l'AFISI, l'Association Française d'Ingénierie des Systèmes d'Information, (Association loi de 1901).

## Objectifs
L'objectif de ce prix est de mettre l'accent sur la qualité des auteurs de langue française dans la publication d'ouvrages relatifs aux systèmes d'information et de façon plus précise à l'organisation, à l'usage de l'informatique et aux méthodologies de management de l'entreprise.

## Liste des lauréats depuis 1993

### 2014
- Lauréat[1] : Modélisation des systèmes d’information décisionnels (Éditions Vuibert), par Emmanuel Ferragu ;
- Finalistes :
  - Alain Brunet et Franck César, Le Contract management, Eyrolles ;
  - Stéphane Badreau et Jean-Louis Boulanger, Ingénierie des exigences, Éditions Dunod ;
  - Jean-François Rieu et Pierre Rigollet, Tableaux de bord, Éditions ENI.

### 2013
- Lauréat[2] : Booster l’intelligence collective (Armand Colin), par Olivier d'Herbemont
- Finalistes :
  - Intelligence économique et Knowledge Management, d’Alphonse Carrier (Éditions AFNOR)
  - Les référentiels du système d’information, de Joël Bizingre, Joseph Paumier et Pascal Rivière (Éditions Dunod)
  - Cloud Computing, Décider, Concevoir, Piloter, Améliorer, de Romain Hennion, Hubert Tournier, et Eric Bourgeois (Éditions Eyrolles)
  - Cloud Computing, Big Data, Parallélisme, Hadoop, de Guy Chesnot (Éditions Vuibert).

### 2012
- Lauréats[3] : 
  - Choisir l'agilité (Éditions Dunod), par Mathieu Boisvert et Sylvie Trudel
  - Lean Management (Éditions Eyrolles), par Christian Hohmann
- Finalistes :
  - L'Internet des Objets, de Philippe Gautier et Laurent Gonzalez, Editions AFNOR
  - Architecture des ordinateurs, de Philippe Darche, Éditions Vuibert

### 2011
- Lauréat : Les Tableaux de bord de la DSI (Éditions Dunod), par Christophe Legrenzi et Philippe Rosé
- Finalistes :
  - Développer l’entreprise numérique, de Vincent Iacolare et Pierre Baudry, Editions AFNOR
  - Expression des besoins pour le système d’information, d’Yves Constantinidis, Éditions d’Organisation – EYROLLES
  - Gestion des risques en sécurité de l’information, d’Anne Lupfer, Éditions d’Organisation – EYROLLES
  - Maîtres ou esclaves du numérique, de Benoît Sillard, Éditions d’Organisation – EYROLLES

### 2010
- Lauréat : Améliorer le pilotage du SI  (Éditions Dunod), par Marie-Noëlle Gibon, Olivier Brongniart, Muriel Fally et Joachim Treyer  (ISBN 978-2-10-054120-1).
- Finalistes :
  - L’entreprise 2.0, d’Yvan Michel
  - Vers l’économie 2.0, de Bruno Jarrosson
  - Web Analytics,  de Nicolas Malo et Jacques Warren
  - Simulation, Modélisation et Décision en pratique, de Jean-Philippe Rennard, Marc Humbert et Raffi Duymedjian

### 2009
- Lauréat : MDM - Enjeux et méthodes de la gestion des données (Éditions Dunod), par Franck Régnier-Pécastaing, Michel Gabassi, et Jacques Finet  (ISBN 9782100519101).
- Finalistes :
  - CobiT (2009), par Dominique Moisand et  Fabrice Garnier de Labareyre.
  - Évaluer avec CMMI (2008), par Moustanir Lamnabhi.
  - Réussir un projet Intranet 2.0 (2009), par Frédéric Créplet et Thomas Jacob.
  - Subversion (2008), par Bernard Desgraupes.

### 2008
- Lauréat : Performance du Système d’Information (Éditions Dunod), par Yves Caseau  (ISBN 978-2-10-050596-8).
- Finalistes :
  - Management de la Sécurité de l’Information, d’Alexandre Fernandez-Toro (Éditions Eyrolles) ;
  - Les systèmes électroniques et informatiques de surveillance, de Patrick Le Guyader (Éditions Hermès - Lavoisier) ;
  - Architectures orientées services, de José Rouillard, Thomas Vantroys et Vincent Chevrin (Éditions Vuibert).

### 2007
(En 2007, faute d'un nombre suffisant d'ouvrages proposés, la remise du prix a été reportée à 2008.)

### 2006
- Lauréat : Plan de continuité d'activité et système d'information (Éditions Dunod), par Matthieu Bennasar  (ISBN 978-2-10-049603-7).
- Finalistes :
  - ITIL pour un service optimum, de Christian Dumont (Éditions Eyrolles) ;
  - Ce que manager par projet veut dire, d’Alain Asquin et al. (Éditions d’Organisation) ;
  - Réseaux neuronaux, de Jean-Philippe Rennard (Éditions Vuibert).

### 2005
- Lauréat : Conduite de projets informatiques offshore (Éditions Eyrolles), par Eric O'Neill  (ISBN 978-2-212-11560-4).
- Finalistes :
  - IT gouvernance : maîtrise d'œuvre d'un système d'information, Frédéric Georgel (Éditions Dunod) ;
  - Les Wikis, de Jérôme Delacroix (M2 Éditions) ;
  - La Cohabitation électronique, de Jean-François Goglin (Éditions Hermès) ;
  - Systèmes d'information, obstacles et succès, de Laurent Bloch (Éditions Vuibert).

### 2004
- Lauréat : Modéliser et concevoir une machine pensante (Éditions Vuibert), par Alain Cardon  (ISBN 978-2-7117-7152-3).
- Finalistes :
  - Challenges pour les DSI, de A. Berdugo, J-P. Corniou, R. Mahl et J-F. Pépin, (Éditions Dunod) ;
  - Tests de performance des applications Web, de Lionel Verlaine, Françoise Hardange, François Biard et David Elias, (Éditions Eyrolles) ;
  - Le portail Microsoft SharePoint, sous la direction de Erol Giraudy, (Éditions Hermès-Lavoisier) ;
  - Optimisez vos processus administratifs, de Maurice Aumage, (Éditions d'Organisation).

### 2003
- Lauréat : L'EAI par la pratique (Éditions Eyrolles), par François Rivard et Thomas Plantain  (ISBN 978-2-212-11199-6).
- Finalistes :
  - L’Entreprise orgaNETisée, de Serge Seletzky (Éditions Dunod et 01 Informatique) ;
  - Le Management de projet orienté client, de Bernard Edmond Avoine (Éditions d’Organisation) ;
  - Sécuriser l’entreprise connectée, de Pierre-Luc Refalo (Éditions d’Organisation) ;
  - Les Grilles informatiques, de Marcel Soberman (Éditions Hermès - Lavoisier) ;
  - Urbaniser l'entreprise et son système d'information, de Henri Chelli (Éditions Vuibert).

### 2002
- Lauréat : Le Projet eCRM (Éditions Eyrolles), par Ludovic Cinquin, Pierre-Adrien Lalande et Nicolas Moreau  (ISBN 978-2-212-11046-3).
- Finalistes :
  - Algorithmique du texte, de Maxime Crochemore, Christophe Hancart et Thierry Lecroq (Éditions Vuibert) ;
  - Une architecture Internet pour le S.I. de France Télécom, de Jean-Luc Lucas (Eyrolles - Ed. d'Organisation) ;
  - La Cartographie des processus, d'Yves Mougin (Éditions d'Organisation) ;
  - Le Projet d'urbanisation du système d’information, de Christophe Longépé (Éditions Dunod).

### 2001
- Lauréat : Des bases de données à l’Internet (Éditions Vuibert), par Philippe MATHIEU.
- Finalistes :
  - Gestion de la qualité de service, de Bruno Fouquet (Éditions Eyrolles) ;
  - EAI Intégration des applications d'entreprise, de Bernard Manouvrier (Éditions Hermès) ;
  - Ingénierie des systèmes d'information, sous la direction de Corine Cauvet et Camille Rosenthal-Sabroux (Éditions Hermès) ;
  - Intégration d'applications, de Laurent Avignon, Damien Joguet et Pierre Pezziardi (Éditions Eyrolles).

### 2000
- Lauréat : UML pour l’analyse d’un système d’information (Éditions Dunod), par Chantal Morley, Jean Hugues et Bernard Leblanc.
- Finalistes :
  - Anticiper les normes ISO 9000, de Stéphane Mathieu (Éditions AFNOR) ;
  - Conduire une équipe projet, d'Henri-Pierre Maders (Éditions d'Organisation) ;
  - Manager le système d’information de votre entreprise, d’Alain Vincent (Éditions d'Organisation).

### 1999
- Lauréat : Créer du trafic sur son site Web (Éditions Eyrolles), par Olivier Andrieu  (ISBN 978-2-212-09178-6).
- Finalistes :
  - Économie des nouvelles technologies, de Michel Volle (Economica) ;
  - Innover grâce au brevet, de Yann de Kermadec (Insep Éditions) ;
  - Logiciels libres, de Jean-Paul Smets-Solanes et Benoît Faucon (Edispher) ;
  - Stratégie & ingénierie de la sécurité des réseaux, de Solange Ghernaouti-Hélie (InterÉditions).

### 1998
- Lauréat : Le Data Mining (Éditions Eyrolles), par René Lefebure et Gilles Venturi  (ISBN 978-2-212-08981-3).

### 1997
- Lauréat : Le Data Warehouse (Éditions Eyrolles), par Jean-Michel Franco  (ISBN 978-2-212-08956-1).
- Finalistes :
  - Entrepreneurs et entreprises du 4e type, de Bruno Lemaire (Éditions d'Organisation) ;
  - Internet (guide stratégique et pratique pour l'entreprise), de Jean Haguet (Éditions Masson) ;
  - Java : de l’esprit à la méthode, de Michel Bonjour et alii (International Thomson Publishing) ;
  - Management de la sécurité des Systèmes d’information, de Jacques Gonik (Éditions AFNOR) ;
  - Le Projet groupware, de Mélissa Saadoun (Éditions Eyrolles).

### 1996
- Lauréat : Les Systèmes multi-agents (Interéditions), par Jacques Ferber.
- Finalistes :
  - Audit & gestion stratégique de l’information, de Pierre Morgat (Éditions d'Organisation) ;
  - Introduction au multimédia, de Claudine Schmuck (Éditions AFNOR) ;
  - Reengineering des systèmes documentaires, de Jean Pintéa (Éditions d'Organisation) ;
  - SGBD Géographiques, de Michel Scholl, Agnès Voisard, Jean-Paul Peloux, Laurent Raynal et Philippe Rigaux (International Thomson Publishing).

### 1995
- Lauréat : Analyse des systèmes (InterÉditions), par Philippe Larvet.
- Finalistes :
  - Bases de données et modèles de calcul, de Jean-Luc Hainaut (InterÉditions) ;
  - Client-serveur, de Serge Miranda et Anne Ruols (Éditions Eyrolles) ;
  - La Pratique des méthodes en informatique de gestion, de Christian Tessier (Éditions d'Organisation) ;
  - Le World-Wide Web, de Gérard Peliks (Éditions Addison-Wesley).

### 1994
- Lauréat : L'architecture client-serveur (InterÉditions), par Alain Lefebvre  (ISBN 978-2-200-21375-6).
- Finalistes :
  - L'Entreprise et ses prestataires informatiques, de Pierre-Yves Martin (Éditions d'Organisation)  (ISBN 978-2-7081-1640-5)

### 1993
- Lauréat : Maîtriser les bases de données (Éditions Eyrolles), par Georges Gardarin.